# Munster (Indiana)
Munster és una població dels Estats Units a l'estat d'Indiana. Segons el cens del 2000 tenia 21.511 habitants.

## Demografia
Segons el cens del 2000, Munster tenia 21.511 habitants, 8.091 habitatges, i 6.141 famílies. La densitat de població era de 1.101,5 habitants/km².
Dels 8.091 habitatges en un 33,2% hi vivien nens de menys de 18 anys, en un 65,5% hi vivien parelles casades, en un 8% dones solteres, i en un 24,1% no eren unitats familiars. En el 21,8% dels habitatges hi vivien persones soles el 12% de les quals corresponia a persones de 65 anys o més que vivien soles. El nombre mitjà de persones vivint en cada habitatge era de 2,62 i el nombre mitjà de persones que vivien en cada família era de 3,07.
Per edats la població es repartia de la següent manera: un 24,3% tenia menys de 18 anys, un 5,5% entre 18 i 24, un 24% entre 25 i 44, un 27,5% de 45 a 60 i un 18,8% 65 anys o més.
L'edat mediana era de 43 anys. Per cada 100 dones de 18 o més anys hi havia 87,4 homes.
La renda mediana per habitatge era de 63.243$ i la renda mediana per família de 74.255$. Els homes tenien una renda mediana de 53.387$ mentre que les dones 34.490$. La renda per capita de la població era de 30.952$. Entorn del 2,8% de les famílies i el 4,3% de la població estaven per davall del llindar de pobresa.

## Poblacions més properes
El següent diagrama mostra les poblacions més properes.